# 全日本スポーツプロトタイプカー耐久選手権

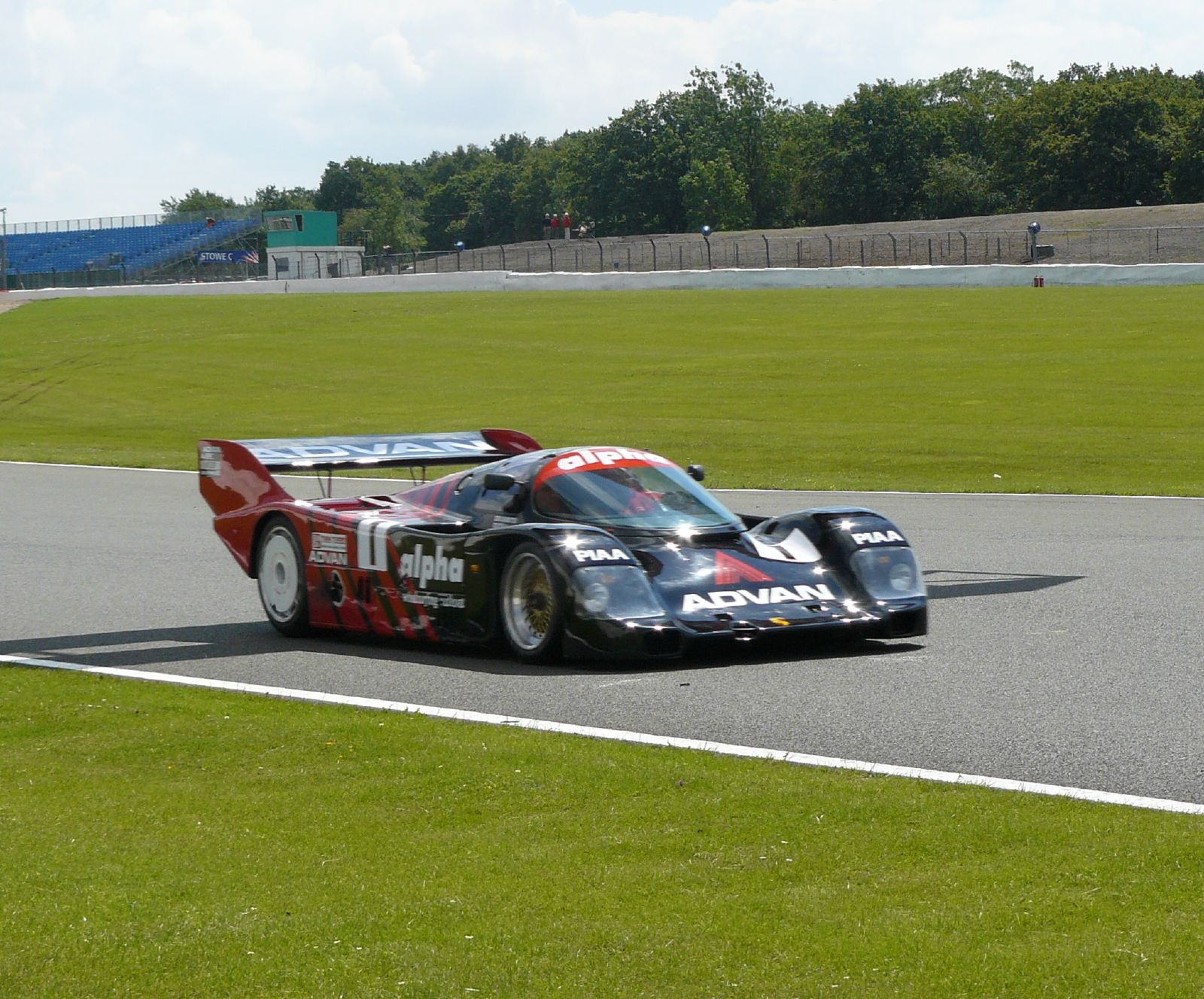
全日本スポーツプロトタイプカー耐久選手権 最多勝利のポルシェ・962C。

全日本スポーツプロトタイプカー耐久選手権（ぜんにっぽんスポーツプロトタイプカーたいきゅうせんしゅけん、または、ぜんにほんスポーツプロトタイプカーたいきゅうせんしゅけん）は、1983年から1992年まで日本自動車連盟の主催により実施されていたスポーツプロトタイプカー耐久レースの年間シリーズ戦である。JSPCの略称も公式に用いられる。1986年までは全日本耐久選手権の名称で行われていた。

## 概要
1982年に国際自動車連盟（以下、FIA）は大幅に車両規則を改変し、従来耐久レースに参加していた特殊プロダクションカー（グループ5）と二座席レーシングカー（グループ6）を廃止し、グループCに一元化した。同時に、このグループC車両によって争われる世界耐久選手権（WEC）が開催され、開催当初より富士スピードウェイでも「WEC-JAPAN」として開催されるようになった。
日本自動車連盟（JAF）はこの動きに合わせ、翌1983年よりグループC車両による新たな全日本選手権「全日本耐久選手権」をスタートさせた。初レースは4月に鈴鹿サーキットで開催された「鈴鹿500km」で、トラストのエントリーしたポルシェ・956が制した。
モータースポーツ活動を再開したトヨタと日産は、秋の「WEC-JAPAN」を最大の目標に、ポルシェに立ち向かえる車両開発に乗り出した。全日本耐久選手権は、打倒ポルシェに挑むトヨタ・日産の図式で、日本最大の人気シリーズに発展していくこととなる。

## 歴史

### 1983年
初年度は全3戦（鈴鹿サーキット2戦：500km/1,000km、富士スピードウェイ：WEC-JAPAN）が開催された。
参戦したグループC車両は、ポルシェ・956、トムス・83C/トヨタ、マーチ・83G/日産、LM03C/日産、日産・スカイラインターボC、童夢・RC-83/フォード、MCS・グッピー（マツダ、BMW、トヨタエンジン等搭載）、マツダ・717C、BMW・M1C 等。
初代シリーズチャンピオンは、2勝をあげたトラストのポルシェ・956を駆るヴァーン・シュパンが獲得し、WECではワークスポルシェに次ぐ3位表彰台を獲得した。

### 1984年
前年の3戦に加え「RRC筑波4時間」が加わり全4戦がおこなわれた。
ポルシェが3勝、MCSグッピー/マツダが1勝（筑波）を挙げたが、オートビューレックのロテック・M1C BMWに乗る長坂尚樹がコンスタントに高ポイントを稼ぎタイトルを獲得した。

### 1985年

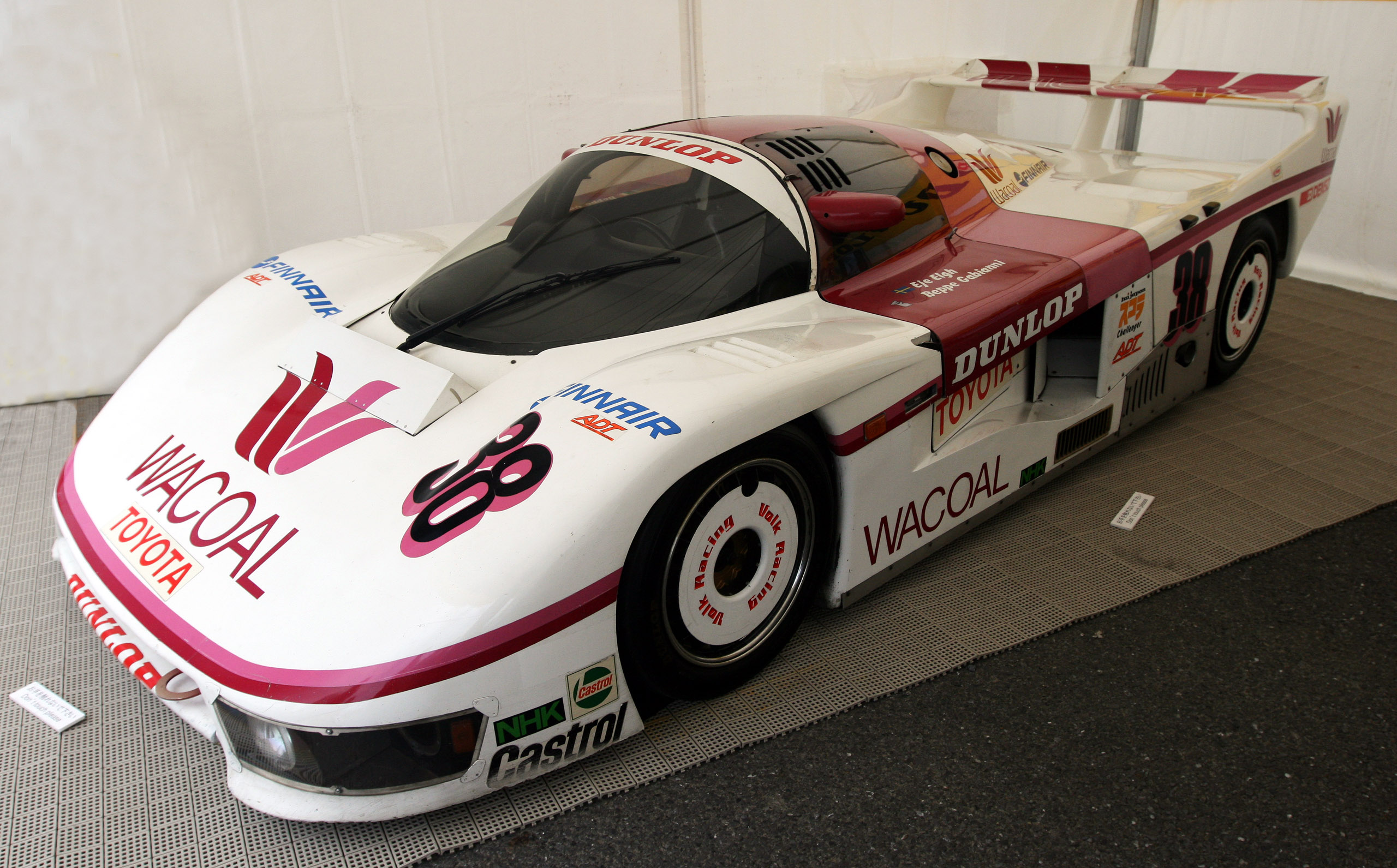
トヨタ・トムス/童夢・85C

前年の4戦から「RRC筑波4時間」が抜け、替わりに富士ロングディスタンスシリーズの3戦が加わり、全6戦がおこなわれた。
トヨタ（童夢・84C/トヨタ）、日産（マーチ・85G/日産）のC1マシンが初優勝を遂げるもそれぞれ その1勝にとどまり、シリーズチャンピオンは3勝をあげたADVANスポーツノバのポルシェ・962Cを駆る高橋国光が獲得した。

### 1986年
前年同様の全6戦が行なわれた。
日産は6戦中3戦の予選でフロントロウを独占したが、決勝では1勝もできなかった。ポルシェは6戦全てに勝利し、シリーズチャンピオンは2勝をあげた高橋国光が獲得し、前年に続いて連覇を達成した。

### 1987年

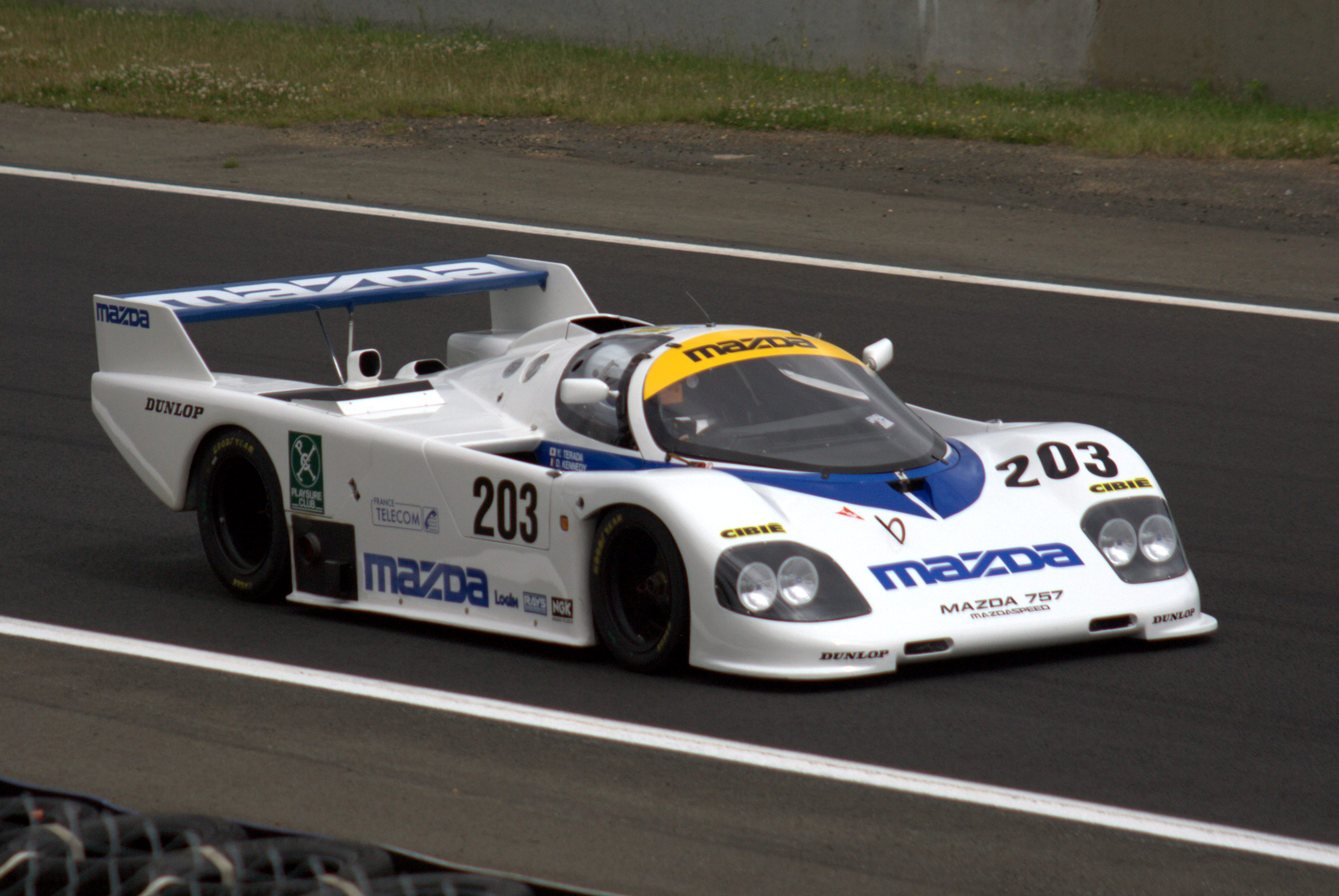
マツダ・757

西仙台ハイランド（現仙台ハイランド）の「WSPCスプリント」が加わり全7戦になるはずだったが中止となり前年同様の全6戦がおこなわれた。
この年は、最終戦を前に5人がシリーズチャンピオンを狙える位置にいる大混戦で、トヨタ・87Cのジェフ・リースは2勝をあげポイントリーダーに立っていたが、最終戦を制した高橋国光が大逆転でシリーズ3連覇を達成し、国産メーカー初のシリーズ制覇はならなかった。
日産は日産・R382に搭載されたV型12気筒GR-X以来、18年ぶりとなる純レースエンジンであるV型8気筒VEJ30を投入するが、この年も1勝もできなかった。

### 1988年
前年同様の全6戦がおこなわれた。
シーズン途中から、トヨタは3.2L・V型8気筒 純レーシングエンジンを搭載するトヨタ・88C-Vをデビューさせたが1勝もできず、シリーズチャンピオンは、前年度チャンピオンのADVANポルシェをメンテナンスしていたノバエンジニアリングによるフロムAポルシェを駆る岡田秀樹が獲得した。

### 1989年
WSPC日本ラウンドが10月の富士から4月の鈴鹿に移り、全日本戦に加わらなかったため、シリーズは全5戦になった。
シリーズチャンピオン争いは台風により12月開催の最終戦へと順延になった鈴鹿1000kmまで混沌としたが、1987年シーズン同様最終戦を制したADVANポルシェの高橋国光が大逆転で4度目のチャンピオンを獲得した。ポイントリーダーで最終戦を迎えたトヨタ（小河等）は2位に入賞したが、レース前の事故で車両交換をしており（ポイント章典外で参加を認められた）またしてもタイトル獲得には至らなかった。

### 1990年
前年度の5戦にスポーツランドSUGO（菅生）での1戦が加わり全6戦に戻ったが、第2戦富士が雨で中止になったため、実質全5戦で戦われた。
ようやく国産グループC車両がポルシェを凌ぐようになり、日産が3勝、トヨタが2勝をあげた。長谷見昌弘と星野一義の日産勢同士が最終戦までタイトルを争い同ポイントとなったが、勝利数の差で長谷見がチャンピオンを獲得した。製造者部門も日産が獲得、シリーズ発足8年目にして、ようやく国産メーカーがチャンピオンに輝いた。

### 1991年
菅生ラウンドがもう1戦加わり全7戦になった。

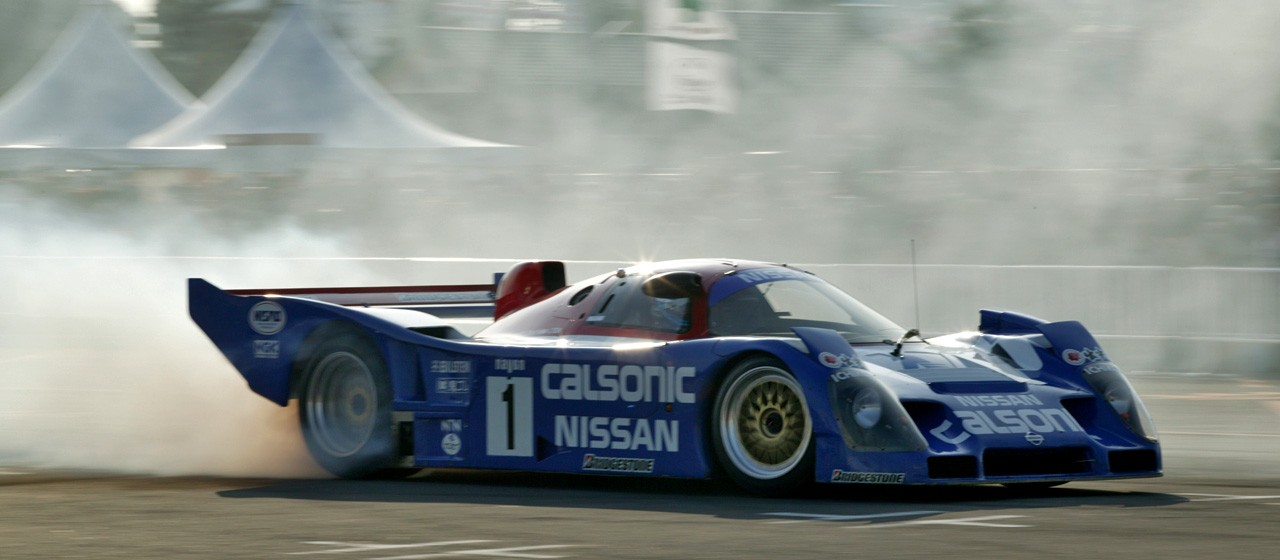
日産・R92CP

トヨタ・日産の全面対決となり、耐久レースでありながらレース終盤まで接戦が続く濃密な内容のレースが多く、最終戦を前にお互い3勝ずつをあげた。最終戦「菅生500マイル」には前週オートポリスで行われたスポーツカー世界選手権（SWC）に参加したジャガー・XJR-14がゲスト参戦し、圧倒的速さで優勝、シリーズチャンピオンは3位に入った日産・R91CPの星野一義が獲得した。トヨタ・91C-Vを駆った関谷正徳とはわずか2ポイント差であった。

### 1992年

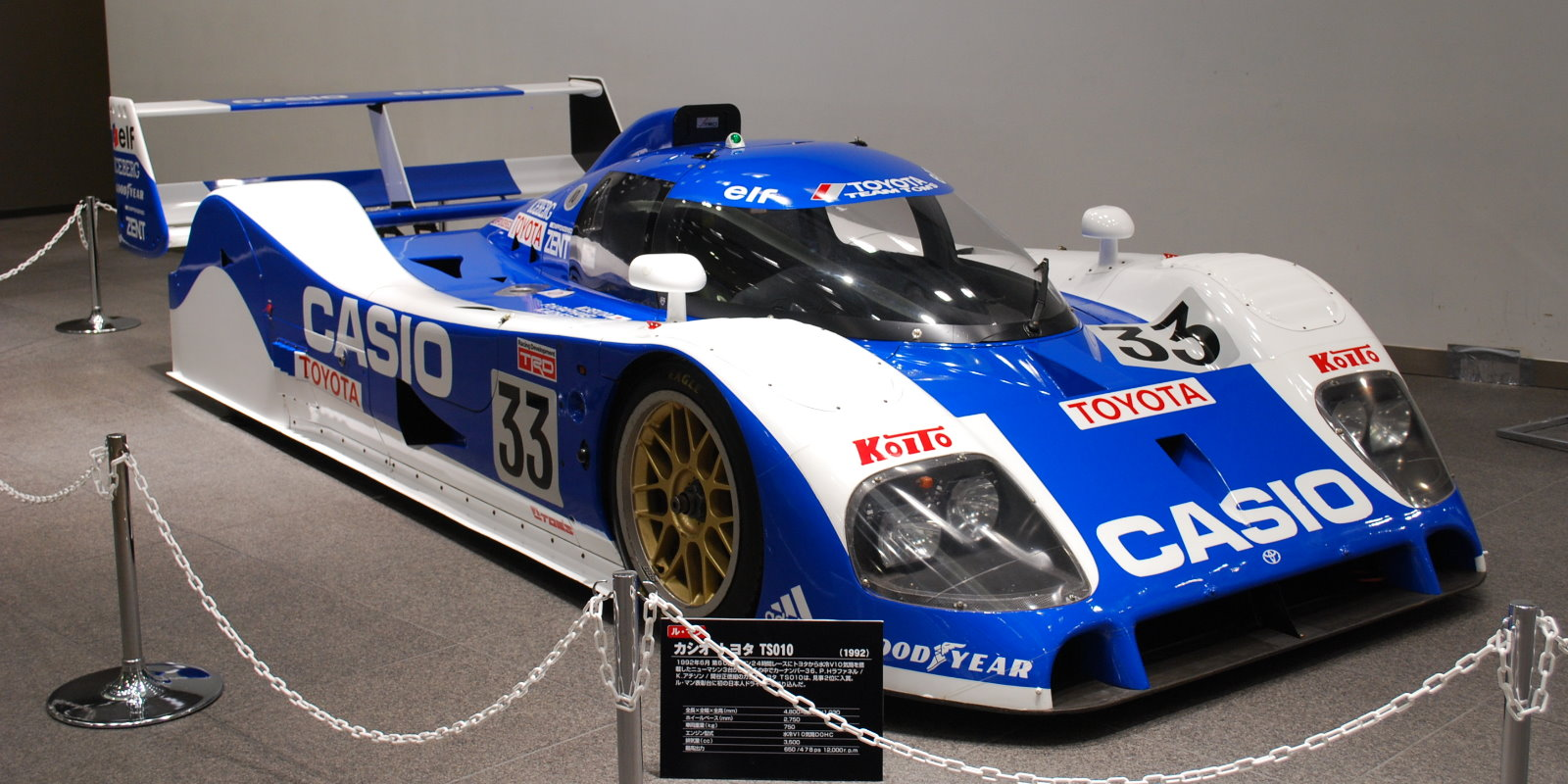
トヨタ・TS010

富士3戦と鈴鹿・菅生・MINEサーキット各1戦の全6戦でおこなわれた。この年、伝統の鈴鹿1000kmはSWCの1戦となり、JSPCには加わらなかった。タイトルは旧規定のグループC1部門と、新規定のグループC部門に別々に与えられることに。
グループC1部門は、日産・R92CPが全6戦を制し、星野一義が2年連続でチャンピオンを獲得した。グループC部門は当初はマツダ・MX-R01のみだったが、シーズン終盤の2戦にトヨタもトヨタ・TS010を投入し連勝した。その結果ジェフ・リースがチャンピオンに輝いた。新旧両グループC車両がハンデキャップなしで争われたのは世界で唯一JSPCだけだったが、2戦ともトヨタ・TS010（新規定）が日産・R92CP（旧規定）を圧倒して総合優勝した。
この年は、SWCが崩壊状態となった影響や、ポルシェのワークス活動停止による戦力低下・撤退、バブル崩壊に伴う景気後退で、参加台数は常時10台前後と大幅に減少した。
JAFは、翌1993年より新たにスタートさせる全日本GT選手権でグループC車両を混走させ、「インターサーキットリーグ（ICL）」としてJSPCを存続させようとしたが、開幕戦富士1000kmでは思惑が外れエントリーが3台しか集まらず中止となった。以降エントリーが殆ど集まらず、実施されたレースは鈴鹿1000km 1戦のみであった。そのため結局、選手権は成立せず、JSPCは事実上1992年いっぱいで終焉を迎えたことになった。以降2座席スポーツカー耐久レースの全日本戦の復活は、2006年から始まった全日本スポーツカー耐久選手権（JLMC）まで待たなければならなかった。

## 歴代タイトルの一覧
| 開催年 | 開催年 | ドライバー（マシン / チーム）                            | メイクス |
| ------ | ------ | -------------------------------------------------------- | -------- |
| 1983年 | 1983年 | ヴァーン・シュパン（ポルシェ・956 / トラスト）           | -        |
| 1984年 | 1984年 | 長坂尚樹（BMW・M1C /オートビューレックモータースポーツ） | -        |
| 1985年 | 1985年 | 高橋国光（ポルシェ・962C / アドバンスポーツノバ）        | ポルシェ |
| 1986年 | 1986年 | 高橋国光（ポルシェ・962C / アドバンスポーツノバ）        | ポルシェ |
| 1987年 | 1987年 | 高橋国光（ポルシェ・962C / アドバンアルファノバ）        | ポルシェ |
| 1988年 | 1988年 | 岡田秀樹（ポルシェ・962C / フロムAレーシング）           | ポルシェ |
| 1989年 | 1989年 | 高橋国光（ポルシェ・962C / アドバンアルファノバ）        | ポルシェ |
| 1990年 | 1990年 | 長谷見昌弘（日産・R90CP / ニスモ）                       | 日産     |
| 1991年 | 1991年 | 星野一義（日産・R91CP / ニスモ）                         | 日産     |
| 1992年 | C1部門 | 星野一義（日産・R92CP / ニスモ）                         | 日産     |
| 1992年 | C部門  | ジェフ・リース（トヨタ・TS010 / トヨタ チーム トムス）   | トヨタ   |

## 通算勝利数ランキング

### 車両
1. 17 – ポルシェ・962C
2. 11 – ポルシェ・956
3. 4 – 日産・R92CP
4. 3 – 日産・R90CP
5. 3 – 日産・R91CP
6. 3 – トヨタ・91C-V
7. 2 – トヨタ・87C
8. 2 – トヨタ・89C-V
9. 2 – トヨタ・TS010
10. 1 – MCS・グッピー/マツダ
11. 1 – 童夢・84C/トヨタ
12. 1 – マーチ・85G/日産
13. 1 – ジャガー・XJR-8
14. 1 – ジャガー・XJR-9
15. 1 – トヨタ・90C-V
16. 1 – ジャガー・XJR-14

### ドライバー
1. 9 – 高橋国光
2. 8 – 星野一義
3. 7 – ヴァーン・シュパン
4. 7 – ジェフ・リース
5. 7 – 鈴木利男
6. 6 – 高橋健二
7. 6 – 岡田秀樹
8. 5 – 関谷正徳

### エンジンメーカー
1. 28 – ポルシェ
2. 11 – トヨタ
3. 11 – 日産
4. 3 – ジャガー
5. 1 – マツダ

## 通算ポールポジション数ランキング

### 車両
1. 15 – ポルシェ・962C
2. 5 – マーチ・86G/日産
3. 5 – 日産・R92CP
4. 4 – ポルシェ・956
5. 3 – トヨタ・89C-V
6. 3 – トヨタ・90C-V
7. 3 – トヨタ・91C-V
8. 2 – マーチ・85G/日産
9. 2 – 日産・R88C
10. 2 – 日産・R89C
11. 2 – 日産・R90CP
12. 2 – 日産・R91CP
13. 1 – マーチ・83G/日産
14. 1 – トムス・83C/トヨタ
15. 1 – マーチ・87G/日産
16. 1 – トヨタ・87C
17. 1 – ジャガー・XJR-14
18. 1 – トヨタ・92C-V

### ドライバー
1. 12 – 長谷見昌弘
2. 7 – 星野一義
3. 6 – 高橋国光
4. 6 – ジェフ・リース
5. 4 – 岡田秀樹
6. 3 – 和田孝夫
7. 3 – ジョージ・フーシェ

### エンジンメーカー
1. 22 – 日産
2. 19 – ポルシェ
3. 12 – トヨタ
4. 1 – ジャガー